# 8640 Ritaschulz
A 8640 Ritaschulz (ideiglenes jelöléssel 1986 VX5) a Naprendszer kisbolygóövében található aszteroida. Edward L. G. Bowell fedezte fel 1986. november 6-án.